# بيل هاميلتون (لاعب دوري الرغبي)
بيل هاميلتون (بالإنجليزية: Bill Hamilton)‏ هو لاعب دوري الرغبي أسترالي، ولد في 12 فبراير 1945 في Kurri Kurri, New South Wales ‏ في أستراليا.